# Aligia dellana
Aligia dellana är en insektsart som beskrevs av Ball 1931. Aligia dellana ingår i släktet Aligia och familjen dvärgstritar. Utöver nominatformen finns också underarten A. d. suffusca.